# Sarvsjön (Vånga socken, Östergötland)
Sarvsjön är en sjö i Norrköpings kommun i Östergötland och ingår i Motala ströms huvudavrinningsområde. Sjöns area är 0,024 kvadratkilometer och den befinner sig 56 meter över havet.